# Filipe José Lima Mendes
Filipe José Lima Mendes (Lisbona, 17 giugno 1985) è un ex calciatore portoghese, di ruolo portiere.

## Carriera

### Club
Ha giocato nella prima divisione portoghese.

### Nazionale
Ha giocato nelle nazionali giovanili portoghesi Under-15 ed Under-19.

## Palmarès

### Club

#### Competizioni nazionali
- Segunda Liga: 1

Belenenses: 2012-2013